# Mondo Home Entertainment
Mondo Home Entertainment era un grupo italiano que operaba en los sectores de cine, video casero y televisión.
Nació en 2001 con el nombre Mondo Home Entertainment, y luego cambió su nombre a Moviemax Media Group en 2012, y luego fracasó en 2015.

## Historia
Fue fundado por Orlando Corradi en 2001 para distribuir los productos de Mondo TV, distribuyendo originalmente solo dibujos animados y anime de los canales de televisión que son Rai Uno, Rai Due, Rai Tre, Italia 1, Italia Teen Television y otras cadenas de televisión, pero pronto comenzó a distribuir productos de otras casas, incluida la controvertida película Cannibal Holocaust.
En 2004 adquirió la compañía de distribución de películas Moviemax por el 51%.
En 2005, Mondo Home Entertainment cotizaba en la Bolsa de Italia como MHE.
En 2009, Mondo TV, en respuesta a la expansión de la compañía, vende su participación en Mondo Home Entertainment [1].
El 23 de junio de 2011 Mondo Home Entertainment compra la parte restante de Moviemax, convirtiéndose así en 100% propietario.
En febrero de 2012, Mondo Home Entertainment pasó a llamarse Moviemax Media Group, en el mismo año en que se anunció un acuerdo de distribución con Universal Pictures Italia para la distribución de películas en video doméstico [2].
Durante 2013, Moviemax Media Group lanza un canal de televisión llamado Cinemax Television, inicialmente diseñado como un canal de cine, sin embargo, el canal solo permaneció para transmitir tráileres hasta que se cerró.
En 2014, sin embargo, el grupo se vio abrumado por una crisis financiera y en el mismo año el financiero y exgerente Corrado Coen fue arrestado [3].
El 18 de diciembre de 2014, Moviemax Media Group se declara en quiebra [4], lo que confirma el tribunal de Milán el 10 de enero de 2015.
Hasta la fecha, gran parte del catálogo de Moviemax se ha vendido a otras compañías de video doméstico, como Koch Media y CG Entertainment.
Cabe señalar que los dos fundadores de Moviemax, Rudolph Gentile y Marco Dell'Utri, todavía poseen otra compañía cinematográfica, M2 Pictures, cuyas películas se distribuyen en videos caseros de Eagle Pictures.

## Series de televisión
- Devichil
- Winx Club
- Love Hina
- Monster Rancher

- Datos: Q33106155